# Widnes
Widnes [ˈwɪdnəs] ist eine Stadt in der Unitary Authority Halton in North West England. Sie liegt am nördlichen Ufer des River Mersey, gegenüber Runcorn und hat  61.464  Einwohner (2024).

## Name und Geschichte
Die Herkunft des Namens Widnes ist nicht vollständig geklärt. Zum Teil wird vermutet, dass er auf die Dänen zurückgeht, die die Siedlung vidnes (weite Nase) nannten. Dies könnte sich auf einen Landvorsprung im Mersey beziehen, durch den eine Verengung im Fluss entsteht, die Runcorn Gap genannt wird. Nach anderer Meinung ist es ein norwegischer Name, da es eine vergleichbare Halbinsel namens Vidnes im Bezirk Møre und Romsdal in Norwegen gibt.
Widnes ist seit jeher eine Industriestadt; vor allem die chemische Industrie dominiert die Stadt und hat zu einer wahren Einwohnerexplosion geführt: Während Widnes um 1800 herum kaum mehr als ein Dorf war, hatte es 1900 bereits 50.000 Einwohner. Die Geschichte der chemischen Industrie in Widnes kann im eigens dafür geschaffenen Catalyst Museum besichtigt werden. Heute betreibt Bayer CropScience eine Fabrik in dem Ort.

## Sehenswertes
Widnes ist mit Runcorn durch die Silver Jubilee Bridge, eine 1961 gebaute Straßenbrücke, verbunden. Zuvor gab es bereits die Runcorn Railway Bridge, eine Eisenbahn- und Fußgängerbrücke, die 1868 gebaut wurde und noch heute steht. Die 1905 gebaute Schwebefähre Runcorn (transporter bridge) zwischen Widnes und Runcorn war zu ihrer Zeit die weltweit größte ihrer Art. Sie wurde nach der Fertigstellung der Silver Jubilee Bridge abgerissen. Vor der Brücke gab es eine Fähre, die bereits im Jahr 1178 erstmals fuhr. Seit 2017 steht die Mersey Gateway Bridge im Zuge einer die Ortskerne vermeidenden Umgehungsstraße.
Am westlichen Stadtrand von Widnes liegt das Dorf Hale; auf dem Friedhof befindet sich das Grab von John Middleton (1578–1623), der angeblich 2,82 m, tatsächlich wohl 2,36 m groß war. In Farnworth, im Norden der Stadt, befindet sich die aus dem 11. Jahrhundert stammende Kirche St. Luke. Nordöstlich liegt Pex Hill, wo die Liverpool Astronomical Society ein Observatorium unterhält.
Beim Warten an der Widnes North Railway Station, so heißt es, sei Paul Simon zum Schreiben des Liedes Homeward Bound inspiriert worden. Widnes ist für seinen Rugby-Club, die Widnes Vikings, bekannt.

## Persönlichkeiten
- Jack Ashley, Baron Ashley of Stoke (1922–2012), Politiker (Labour Party)
- Paul Sherwen (1956–2018), Radsportkommentator und Radsportler
- Michael Kenna (* 1953), Landschaftsfotograf
- Charles Glover Barkla (1877–1944), Physiker (Nobelpreis 1917)

## Belege
1. ↑  Widnes (Halton, North West).
2. ↑  Population of Cities in United Kingdom 2024. In: World Population Review. Abgerufen am 20. Juli 2024 (englisch).
3. ↑  F. J. Williams, M.A.: WIDNES AND THE EARLY CHEMICAL INDUSTRY, 1847-71. A CASE OF OCCUPATIONAL MOBILITY IN THE INDUSTRIAL REVOLUTION. Abgerufen am 20. Juli 2024 (englisch).
4. ↑  A tall tale: The Childe of Hale remembered. In: BBC News. 8. April 2013 (englisch, bbc.com [abgerufen am 21. Juli 2024]).